# Oudard de Bournonville
Oudard de Bournonville (Artesië, 1533 – Artesië, 28 december 1585) was een Zuid-Nederlands militair in dienst van keizer Karel V en koning Filips II van Spanje.  Hij twijfelde erg of hij wel tot de opstandelingen van Willem de Zwijger zou toetreden.
Bournonville was Spaans gouverneur van de steden Leuven (hertogdom Brabant) en Atrecht (graafschap Artesië) alsook van heel Artesië. Zijn adellijke titels waren graaf van Hennin-Liétard (aanvankelijk heer), heer van Bournonville en van Ranchicourt, baron van Capres, van Barlin en van Houllefort, alle in Artesië gelegen.

## Levensloop

### Met keizer Karel V
Bournonville was een edelman met bezittingen in het graafschap Artesië. Hij was heer van Bournonville, Hennin-Liétard en van Ranchicourt. Bij zijn geboorte erfde hij ook de titels van baron van Capres (zoals zijn bijnaam ook wel was), baron van Barlin en baron van Houllefort. Hij ging in militaire dienst bij keizer Karel V. Bournonville vocht, zoals andere edelen uit de Nederlanden, met Karel V in het Rooms-Duitse Rijk, met name in de Schmalkaldische Oorlog (1546-1547). Tijdens de regering van Karels opvolger in de Nederlanden, Filips II van Spanje, brak de Tachtigjarige Oorlog uit.

### Met koning Filips II van Spanje

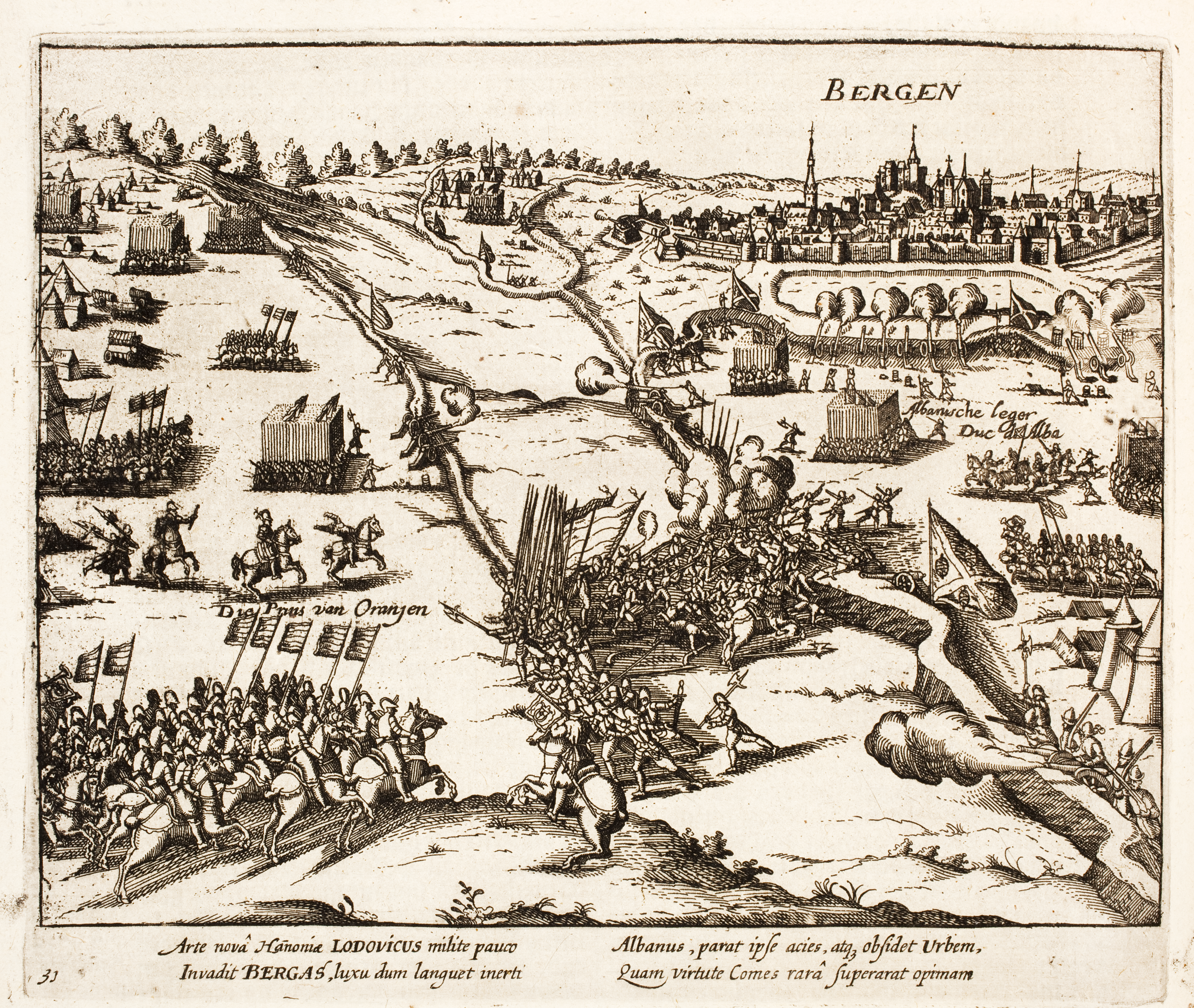
Strijd in Bergen (1572) tussen de hertog van Alva en Lodewijk van Nassau; Bournonville koos de kant van Spanje.

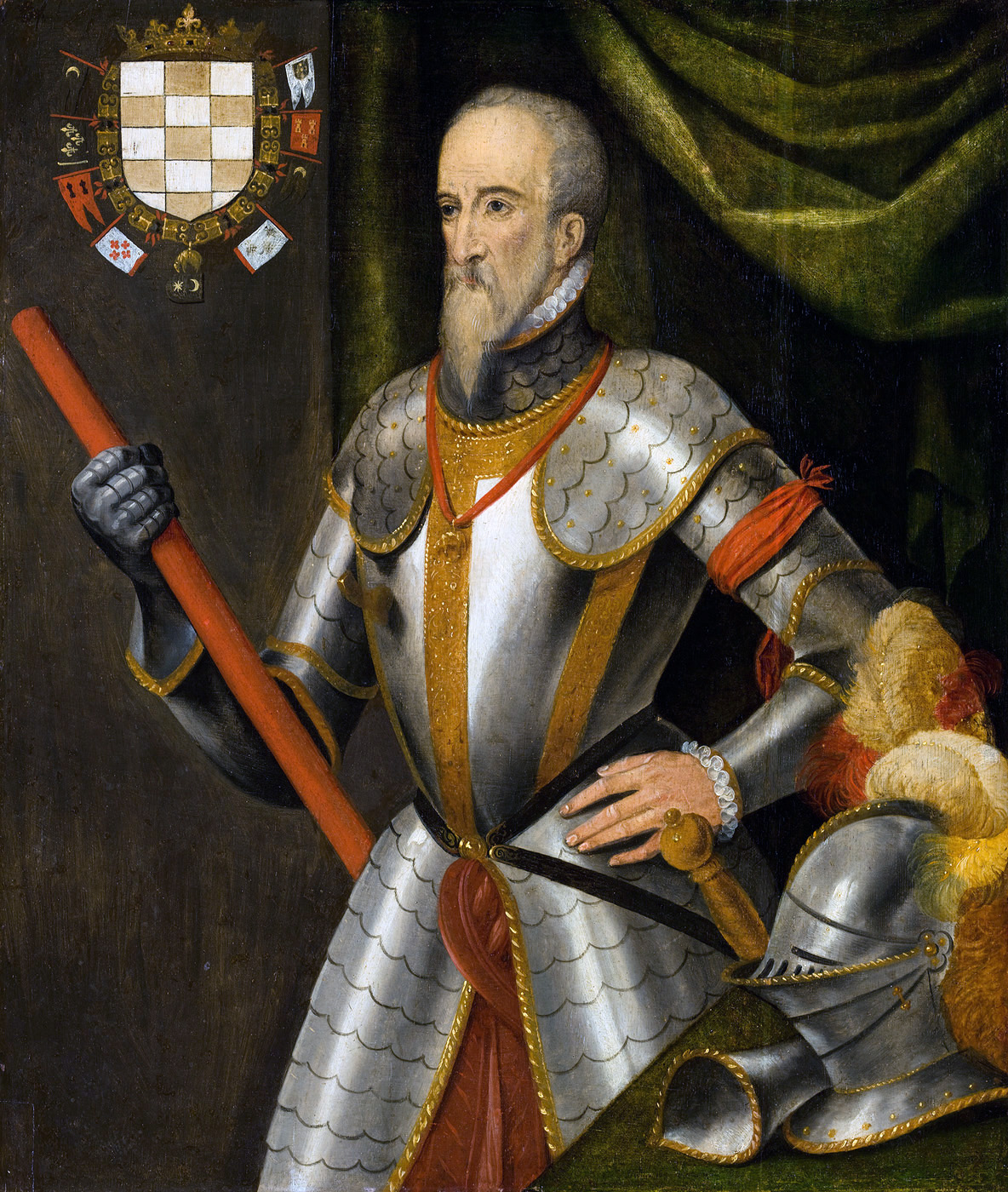
Bournonville vocht voor de hertog van Alva (portret).

Bournonville ondertekende vlot het Smeekschrift der Edelen (1566) dat dringend meer religieuze tolerantie eiste in de Nederlanden. Een jaar later verzoende hij zich opvallend met Margaretha van Parma, landvoogdes van de Spaanse Nederlanden (1567). Margaretha stuurde hem op oorlogspad, naar Filips van Noircarmes, de Spaanse gouverneur van Henegouwen. Filips omsingelde de stad Valencijn, tijdens het Beleg van Valencijn (1567). Hugenoten hadden zich verschanst in Valencijn. Filips en met hem, Oudard de Bournonville en andere edelen, verjoegen de protestanten uit Valencijn.
De hertog van Alva vertrouwde Bournonville en nam hem vervolgens op in zijn troepen. De Spaanse troepen voerden verder de strijd op tegen de protestanten. Bournonville vocht mee en werd beloond met het gouverneurschap van Leuven. In 1572 vocht hij terug in het graafschap Henegouwen, ditmaal tijdens de protestantse bezetting van Bergen. De Spaanse troepen verjoegen Lodewijk van Nassau en andere protestanten uit Bergen. Henegouwen was geen haard meer van protestantse opstandelingen, dankzij de bloedige repressie door de Spaanse troepen. Bournonville trok mee op met de troepen van Alva naar Zeeland, naar Haarlem en Naarden. Tijdens het verblijf van Bournonville in Holland, benaderde Willem de Zwijger hem. Willem vroeg hem over te lopen naar de opstandelingen. Bournonville weifelde in belangrijke mate.
In 1576 nam Bournonville dan toch de wapens op tegen de Spanjaarden, namelijk tijdens de Spaanse Furie in Antwerpen. Bournonville hekelde het bloedvergieten door de Spanjaarden, want hij kon het niet meer aanzien. Spaanse soldaten namen Bournonville en andere edelen gevangen, martelden hen en lieten hen dan gaan. Willem van Oranje beloonde Bournonville met het bevel over een regiment van de cavalerie en met het Staatsbestuur over Atrecht (in Artesië, zijn thuisland).  Bournonville aanvaardde het aanbod van Willem van Oranje, maar verraadde hem later. Bournonville bood zich opnieuw aan in dienst van Filips II, koning van Spanje. Filips II beloonde hem met de verheffing van zijn domein Hennin-Liétard van een heerlijkheid tot een graafschap. Van Filips II mocht graaf de Bournonville gouverneur van Atrecht blijven maar uiteraard niet meer als Staats gouverneur maar als Spaans gouverneur. Bournonville werd bovendien gouverneur van geheel het graafschap Artesië. Bournonville werd beloond met het ambt van lid van de Raad van State in de Spaanse Nederlanden en met de prestigieuze functie van voorzitter van de Raad van Financiën. Deze Raad in Brussel besliste namelijk over de werkingsmiddelen van het Spaanse leger in de Nederlanden.
Bournonville was gehuwd met Marie-Christine van Egmont, dochter van de onthoofde Lamoraal, graaf van Egmont. Het echtpaar had één kind: Alexander I van Bournonville.